# Cusignana
Cusignana is een plaats (frazione) in de Italiaanse gemeente Giavera del Montello.